# Saint-Maur (Gers)
Saint-Maur is een gemeente in het Franse departement Gers (regio Occitanie) en telt 111 inwoners (1999). De plaats maakt deel uit van het arrondissement Mirande.

## Geografie
De oppervlakte van Saint-Maur bedraagt 14,7 km², de bevolkingsdichtheid is 7,6 inwoners per km².
De onderstaande kaart toont de ligging van Saint-Maur (Gers) met de belangrijkste infrastructuur en aangrenzende gemeenten.

## Demografie
Onderstaande figuur toont het verloop van het inwonertal (bron: INSEE-tellingen).

1. ↑  Populations de référence 2022.